# In cerca di Atlantide
In cerca di Atlantide è un romanzo d'avventura, scritto nel 2007 da Andy McDermott.
È il primo di una serie di romanzi, tra i quali Il tesoro di Ercole , Il segreto di Excalibur e Genesis.

## Trama
Il racconto vede protagonista la giovane Nina Wilde, figlia di una coppia di archeologi che hanno dedicato la propria vita alla ricerca della mitica Atlantide, e che arrivati ad un passo dalla verità sono stati uccisi. 
Nina riprende in mano le ricerche dei genitori, ma snobbata dagli ambienti universitari, viene sostenuta dalla fondazione Frost, ente privato gestito dal misterioso miliardario norvegese Kristian Frost. 
Tuttavia Frost si rivelerà sin troppo interessato alle ricerche della giovane archeologa, al punto di mettergli a fianco una serie di personaggi e guardie del corpo che si riveleranno doppiogiochisti. 

## Edizioni
- Andy McDermott, In cerca di Atlantide , traduzione di M. Visentin, collana TEA, Longanesi, 2007,  p. 485, ISBN 88-502-1895-8.